# إدوارد بيتس
إدوارد بيتس (بالإنجليزية: Edward Bates) (و. 1793 – 1869 م) هو سياسي، ومحام من الولايات المتحدة الأمريكية ولد في مقاطعة غووتشلاند.
شغل منصب النائب العام الأول لولاية ميزوري بعد إدخالها في الاتحاد. كما شغل منصب النائب العام للولايات المتحدة في عهد الرئيس أبراهام لينكون من 1861 إلى 1864، وكان أول عضو في الحكومة يتم تعيينه من غرب نهر المسيسيبي.
وهو أحد أفراد عائلة بيتس السياسية البارزة، التي شملت أخوته فريدريك (حاكم ميزوري الثاني) وبنجامين (أحد قادة صناعة النسيج والسكك الحديدية) وجيمس (نائب عن مقاطعة أركانساس).

## روابط خارجية
- إدوارد بيتس على موقع الموسوعة البريطانية (الإنجليزية)